# Sea Harrier

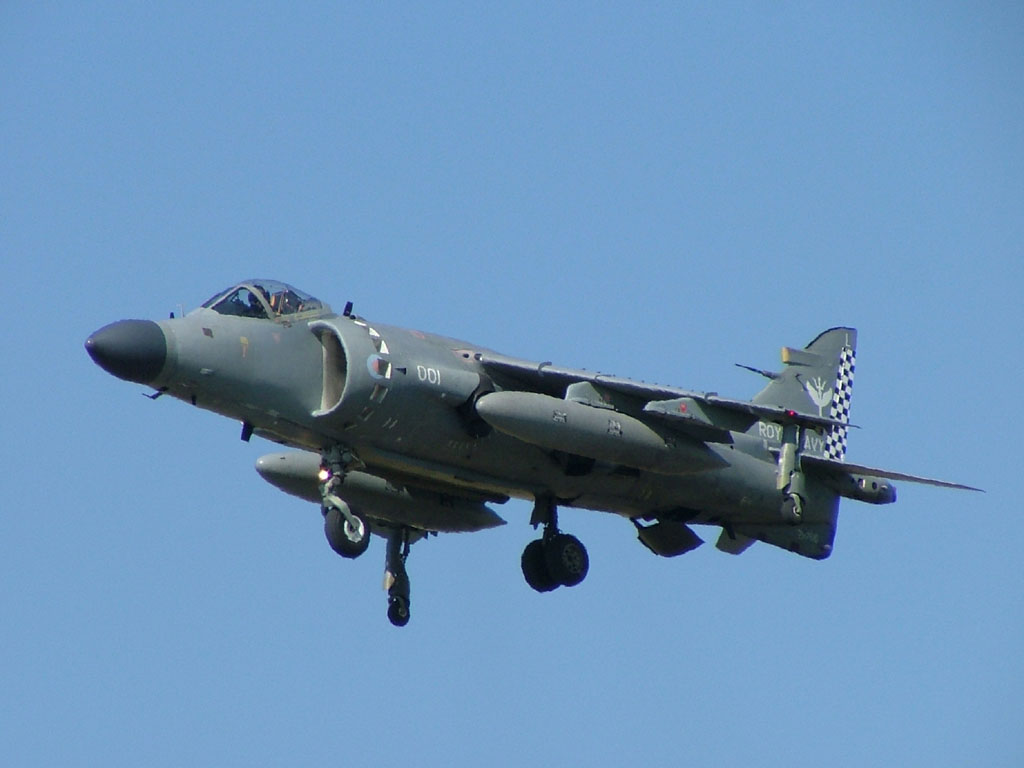
Un Sea Harrier FA2 în zbor

Sea Harrier este un avion de vânătoare produs de British Aerospace, folosit de Royal Navy între 1980 și 2006.
Este capabil de aterizare verticală (în condiții normale de încărcare), precum și de decolare verticală (în condițiile unei încărcături mai mici), însă de obicei decolează după o distanță scurtă de rulare, pentru a câștiga mai ușor viteză și a economisi combustibilul.

## Specificații
Dimensiuni:
- lungimea totală: 14,50m
- lungimea cu botul rabatat: 12,73m
- anvergura: 7,70m
- anvergura cu capetele de la vârful aripilor pentru distanțe mari de zbor: 9,04m
- suprafața aripii: 18,68m²
- alungirea aripii: 3,175

Motorizare:
- 1× motor turboreactor cu dublu flux și tracțiune vectorială Rolls-Royce Pegasus Mk 104 cu o valoare estimată de 95,6 kN

Mase:
- gol echipat: 5,8 t
- operare avion gol: 6,3 t
- maxima la decolare:11,8 t

Combustibil și încărcătură:
- cantitatea internă de combustibil: 2,2 t
- combustibil extern: maxim 2,4 t în 2 rezervoare largabile de 455 l sau 2 rezervoare de 1.500 sau 864 l pentru distanță maximă;
- încărcătură de armament maximă: 3,6 t

Performanțe:
- viteza maximă la înălțime mare: 1.328 km/h
- viteza maximă fără acroșaje (clean configuration) la nivelul mării: 1.185 km/h
- viteza de croazieră la 10.975m: 850 km/h
- viteza verticală maximă la nivelul mării: 15.240m pe minut
- plafon de serviciu: 15.545m
- lungimea rulajului la aterizare: 0m cu greutatea normală de aterizare

Distanțe:
- raza de luptă: 750 km pentru o misiune de interceptare cu 4 rachete aer-aer cu un profil de zbor sus-sus-sus sau 463 km pentru o misiune de atac zburată cu un profil sus-jos-sus
- suprasarcina limită: +7,8/-4,2

Armament:
- Instalarea sub fuzelaj a două tunuri ADEN de 30 mm și 4 puncte de acroșaj sub aripi pentru o sarcină maximă de până la 3,6t.
- Capabilitățile standard de transport armament sunt următoarele: sub fuzelaj și sub punctele interioare de acroșaj de sub aripi, fiecare 907 kg; punctele de acroșaj de sub planul extremal 295 kg fiecare.
- Disponibil pentru transportul bombelor standard englezești de 454 kg cu cădere liberă și cu efect întârziat cu mare putere de explozie (HE), rachetele anti-navă BAe Sea Eagle și AGM-84 Harpoon, bomba nucleară tactică cu cădere liberă WE 177, bombe de iluminare Lepus, dispersorul de bombe de exercițiu CBLS 100 și majoritatea bombelor, rachetelor și proiectilelor reactive nedirijate și a rachetelor de semnalizare standard ale NATO. Armamentul aer-aer este compus din 4 rachete Sidewinder AIM-9L pe lansatorul dublu alăturat sau MATRA Magic, pe aeronavele din componența forțelor aeriene indiene.